# Palinodia
Palinodia (gr. παλινωδία = odwołanie) – znana od starożytności forma artystyczna, w której autor odwołuje swój pogląd przedstawiony we wcześniejszym utworze. Oba utwory łączy formalne podobieństwo.
Nazwa pochodzi od utworu żyjącego na przełomie VII i VI wieku p.n.e. greckiego poety Stezychora. Poemat ten jest odwołaniem wcześniejszych słów poety piętnujących cudzołóstwo Heleny Trojańskiej. Trzy wersy Palinodii umieszczone zostały w dialogu Platona Fajdros:
Nieprawdziwa jest moja opowieść:

Nie wsiadłaś na okręt z pięknymi ławami,

Nie weszłaś nigdy do Troi warownej (tłum. Jerzy Danielewicz).
Według legendy, przytoczonej także przez Platona, powodem odwołania przez Stezychora obelżywych słów dotyczących Heleny była ślepota, która za jej sprawą dotknęła poetę.